# Hugh Anderson
Hugh Robertson Anderson MBE is een voormalig motorcoureur uit Nieuw-Zeeland. Hij werd viermaal wereldkampioen wegrace en won tweemaal de Isle of Man TT. Hij was de eerste 125 cc-wereldkampioen met een tweetaktmotor. 

Hugh Anderson groeide op in Huntly, enkele kilometers ten zuiden van zijn geboortedorp Ohinewai in de regio Waikato. Hij speelde in de Rugby League bij Huntly United samen met de latere motorcoureur Ginger Molloy. Hij verdiende zijn brood op de veeboerderij van zijn ouders en in de kolenmijnen van Nieuw-Zeeland. 

## Carrière
| BSA B31 |
| AJS Boy Racer |
| Norton 30M Manx |
| 50cc-eencilinder Suzuki RM 62 |
| Matchless G50 |
| Hugh Anderson aan de leiding van de 50cc-race in Assen (1963), herkenbaar aan de Kiwi op zijn helm. Ernst Degner rijdt nog als vierde, maar zou zijn enige 50cc-overwinning van het seizoen scoren. |

Hugh reed al op zijn negende met een motorfiets op zijn moeder's boerderij en toen hij twaalf jaar oud was reed hij al met de 350cc-Douglas van zijn broer in de omgeving rond. Op zijn veertiende bezat hij zelf al een Triumph Speed Twin en niet veel later ook een 125cc-Royal Enfield RE. Op zijn zeventiende begon hij grasbaanraces te rijden met een omgebouwde Francis-Barnett. Toen hij achttien jaar was won hij met een DOT zijn eerste nationale grasbaantitel. In 1955 begon hij te racen met een aangepaste BSA B31, die hij voorzag van de remmen van een AJS 7R en in 1956 werd hij 350cc-juniorkampioen van Nieuw-Zeeland. Hij promoveerde naar de senioren, waar hij racete tegen Rod Coleman, John Hempleman en Ginger Molloy. 

### 1960
Aangetrokken door berichten over de TT van Man reisde hij samen met broer Gorden naar Europa. Op 8 april 1960 arriveerden ze met de 350cc-BSA en een van Hempleman overgenomen 500cc-Norton Manx in de haven van Southampton. Ze regelden sponsoring bij Lew Ellis, de competition manager van Shell, bezochten een aantal Britse races en op 1 mei startte Hugh in de Grand Prix van Oostenrijk, die toen nog geen WK-status had. Hij werd elfde in de 350cc-race en zevende in de 500cc-klasse. In de "Premio Nacional de Madrid" won hij zijn eerste 500cc-race in Europa. Daarna nam hij deel aan de races in Mettet, waar Dave Chadwick om het leven kwam. Tijdens de Grand Prix van Frankrijk debuteerde hij in het wereldkampioenschap wegrace, maar hij wist zich niet te kwalificeren voor de races. Zijn landgenoot Shaun Robinson kon niet in de 500cc-race starten na een eerder ongeval dat zijn broer met de 500cc-racer had gehad. Om toch startgeld te vangen startte Anderson onder de naam van Robinson. Hij kwam in gevecht met John Hempleman, Fumio Ito (toen nog op een BMW) en Robert Weston om de zesde plaats. Hij moest die aan Ito gunnen, want hij mocht geen punten scoren. Als hij een punt had gescoord zou het bedrog zijn uitgekomen. Voor de Isle of Man TT zorgde voormalig coureur Percy Coleman als AJS-importeur voor een AJS Boy Racer, wat goed uitkwam want tijdens de trainingen had Anderson zowel de BSA als de Norton stukgedraaid. Hij vocht met de AJS om de zesde plaats, maar viel uit door gebroken klepveren. Hij kreeg echter het startgeld, wat hard nodig was. Na de aankoop van een stroomlijnkuip voor de AJS en een nieuwe helm had hij nog vijf pond op zak. Tijdens de Ulster Grand Prix scoorde hij zijn eerste punten, zelfs met een podiumplaats toen hij in de 350cc-race grote namen als Bob Anderson, Dickie Dale en Paddy Driver versloeg en met zijn AJS Boy Racer derde werd. 

### 1961
In het seizoen 1961 startte hij niet vaak in WK-races. Hij was al populair bij de organisatoren van internationale races, die hem behoorlijke startgelden boden. Hij won de 350cc-Großer Preis des Saarlandes en de 500cc-race in Tubbergen. Voor de TT van Man kregen hijzelf, Alistair King en Paddy Driver op advies van Lew Ellis het verzoek van Suzuki om met de 125 cc-Suzuki RT 61 en de 250 cc-Suzuki RV 61 in de Ultra-Lightweight TT en in de Lightweight TT te starten. De Suzuki was toen nog een van de weinige tweetaktmotoren in het startveld en de tweetakttechniek stond in Japan nog in de kinderschoenen. Anderson had nog nooit op een snelle tweetakt gereden en ging naar het vliegveld van Jurby om de eerste proefrondjes te rijden. Zijn inschrijving met de 125cc-Suzuki RT 61 werd ingetrokken omdat de machine te langzaam bleek, maar ook de 250cc-Suzuki RV 61 was kansloos: Hugh Anderson eindigde als tiende met 22 minuten achterstand op de Honda RC 162 van Mike Hailwood, maar hij was de snelste Suzuki-rijder. Voor de TT van Assen hoefde Anderson niet met de Suzuki's te rijden. Hij startte er met de 350cc-AJS, maar viel en brak een heup, drie ribben en een sleutelbeen. Hierdoor moest hij de GP van België en de GP van de DDR overslaan. Hij maakte in het ziekenhuis van Assen wel kennis met verpleegster Janny Oeseburg. Hij scoorde wel nog een punt in de 500cc-GP des Nations.

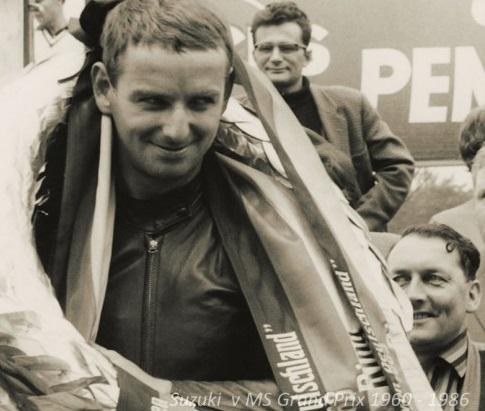
Ernst Degner ontvluchtte de DDR met hulp van Suzuki en werd belangrijk in de ontwikkeling van de racemotoren.

#### Ernst Degner
Tijdens de TT van Man legde de teammanager van Suzuki, Jimmy Matsumiya, de eerste contacten met de Oost-Duitser Ernst Degner, die voor MZ uitkwam. MZ was al heel ver met de ontwikkeling van tweetaktmotoren met roterende inlaten en expansie-uitlaten, die door hun teammanager Walter Kaaden verbeterd werden. Degner wilde de DDR ontvluchten en had daar geld voor nodig. Matsumiya op zijn beurt was geïnteresseerd in de techniek van de MZ-racers. Tijdens de Zweedse Grand Prix vluchtte Degner met hulp van Suzuki-personeel naar Denemarken, met de blauwdrukken van de MZ's. Zijn vrouw en kinderen ontvluchtten de DDR tegelijkertijd in de kofferruimte van een auto. Ernst Degner trad in dienst van Suzuki en verbeterde de racers met zijn kennis van de MZ-tweetakten. 

### 1962: AMC en Suzuki
In het seizoen 1962 kreeg hij via sponsor Tom Arter een fabriekscontract bij Associated Motor Cycles, de producent van AJS en Matchless, maar ook zijn contract bij Suzuki werd verlengd. AMC was echter niet geïnteresseerd in de WK-races. Daarvoor waren de AJS 7R en de Matchless G50 niet sterk genoeg. 
Het concentreerde zich op Britse races, waarin Anderson inderdaad een aantal wedstrijden wist te winnen. Anderson trad in het WK 500 cc dan ook aan met zijn eigen Norton. Suzuki stelde een team samen dat bestond uit Hugh Anderson, Ernst Degner, Michio Ichino, Mitsuo Itoh, Isao Morishita, Frank Perris en Seiichi Suzuki. Degner had de hele winter gewerkt aan de tweetakten, maar alleen de 50 cc-Suzuki RM 62 was echt raceklaar. Anderson werd in de 50cc-klasse pas vanaf de Grand Prix van de DDR ingezet. De 250 cc-RV 62 was nog steeds kansloos: tijdens de GP van Spanje vielen zowel Anderson als Degner en Perris uit. Ook de 125 cc-RT 62's haalden de finish niet en de 50cc-RM 62's scoorden geen punten. Anderson scoorde zijn eerste punt van 1962 in de Junior TT, waar hij als privérijder met zijn AJS zesde werd. Tijdens de TT van Assen ging het weer mis. In de 500cc-trainingen gebruikte Anderson een experimentele achterband van Dunlop, die plotseling weggleed waardoor hij met een gezwollen knie weer in het Asser ziekenhuis terechtkwam. Daar zag hij Janny weer en nu bloeide de liefde voorgoed op. Hij miste de TT van Assen opnieuw en ook de GP van België. In de GP van Duitsland kwam zijn eerste punt voor Suzuki: hij werd zesde in de 125cc-race. Hij werd vijfde in de 125cc-Ulster Grand Prix en zijn eerste 50cc-punten scoorde hij met de derde plaats in de Grand Prix van de DDR. Daar kon hij in de 50cc-race starten met de machine van Degner, die geblesseerd was maar ook niet terug kon naar het land dat hij ontvlucht was. Met Degner nog steeds geblesseerd werd Anderson in de 50cc-race van de GP des Nations op Monza vierde. In de GP van Argentinië won hij de 125cc-race, in afwezigheid van Honda, dat de wereldtitel al binnen had. Echte concurrentie was er dan ook niet. In de 50cc-race had hij een belangrijke opdracht: Ernst Degner kon wereldkampioen worden, maar moest een punt meer scoren dan Kreidler-coureur Hans Georg Anscheidt. Anderson reed ruim aan de leiding van de race, maar Degner kwam niet voorbij Anscheidt. Anderson moest zich terug laten zakken om Degner in zijn slipstream mee te nemen. Dat werkte: Anderson won, Degner werd tweede én wereldkampioen 50 cc. Hoewel de problemen met de 250cc-machines hem tot wanhoop dreven, was teamleider Jimmy Matsumiya opgetogen over de prestaties van Anderson.

### 1963: Huwelijk, eerste en tweede wereldtitel
Nog voor het seizoen 1963 van start ging trouwden Hugh Anderson en Janny Oeseburg op 19 april 1963 in het stadhuis van Assen. Voor dit seizoen had Suzuki een nieuwe 125cc-tweecilinder ontwikkeld, de RT 63. Ook de 50cc-racer was nieuw, de RM 63, waarmee Anderson al in de Argentijnse GP van 1962 was gestart. Hugh Anderson werd Suzuki's kopman in de 50cc-klasse. De Oostenrijker Bert Schneider was aan het team toegevoegd. In de GP van Spanje viel Anderson in de 125cc-race uit, maar in de 50cc-race werd hij tweede achter Anscheidt. In de GP van Duitsland werd hij in de 125cc-race tweede achter Degner, maar hij won de 50cc-race terwijl teamgenoten Isao Morishita en Ernst Degner ook op het podium kwamen. Hij won de 125cc-race van de Franse Grand Prix en in de Lightweight 125 TT won hij zijn eerste race op het eiland Man. Hij nam ook de leiding in de 125cc-WK-stand over van Honda-rijder Luigi Taveri. In de 50 cc TT werd hij tweede achter teamgenoot Mitsuo Itoh. Hij won de 125cc-TT van Assen en werd achter Degner tweede in de 50cc-race. Daardoor stond hij nu ook in de 50cc-klasse aan de leiding van het wereldkampioenschap. In de GP van België won Bert Schneider de 125cc-race, maar Anderson bleef Luigi Taveri voor en dat was het belangrijkste. In de 50cc-race kwam hij niet voorbij aan Hans Georg Anscheidt, maar zijn teamgenoten Isao Morishita en Ernst Degner snoepten de meeste punten voor de neus van Anscheidt weg. In de Ulster Grand Prix won Anderson de 125cc-race voor Schneider en Taveri, waardoor hij al veertien punten voorsprong in het WK nam. Toen Anderson ook de 125cc-race van de GP van de DDR won was hij zeker van zijn eerste wereldtitel. Hij was de eerste 125cc-wereldkampioen met een tweetaktmotor. In de Finse Grand Prix won hij de 125cc-race, maar in de 50cc-race viel hij. Hij finishte toch nog als derde, maar Anscheidt won en nam de leiding in de WK-stand. In de training van de Grand Prix van Argentinië raakte Anscheidt geblesseerd, waardoor hij niet kon starten. Anderson won de 50cc-race en nam weer een kleine voorsprong in het WK, dat in de GP van Japan beslist moest worden. Anscheidt was echter nog steeds niet hersteld. Taveri won de 50cc-race, maar dat was van geen enkel belang, hij testte feitelijk de nieuwe Honda RC 113 voor het volgende seizoen. Anderson was voor de start al zeker van de wereldtitel, maar werd in de race tweede. Suzuki zette ook weer een 250cc-machine in, de RZ 63, een viercilinder die was opgebouwd uit twee RT 63's, maar die nog steeds geen succes was. Anderson werd er tiende mee, maar Ernst Degner raakte zwaargewond toen hij onder zijn brandende machine lag en Frank Perris gaf de race op om Degner te helpen. 

### 1964, derde wereldtitel
In het seizoen 1964 moest Suzuki het doen zonder Ernst Degner, die nog moest herstellen van de brandwonden die hij in de Japanse Grand Prix had opgelopen. Voor de 50cc-klasse had het de eencilinder doorontwikkeld tot de RM 64, die 12,5 pk leverde en 12 km/uur sneller was dan zijn voorganger. De tegenstand kwam van de 13pk-sterke tweecilinder Honda RC 113. De 125cc-tweecilinder Suzuki RT 64 A had nu waterkoeling en leverde 30 pk en kreeg tegenstand van de 28pk-sterke viercilinder viertakt-Honda 2RC 146. In de GP van de USA kwam Honda niet aan de start en Hugh Anderson won zowel de 50- als de 125cc-race. In de GP van Spanje probeerde hij het weer eens met de 250cc-Suzuki RZ 64, maar hij werd op een ronde gereden en liet het rijden met deze machine verder aan Bert Schneider over. In de 125cc-race werd hij ook op een ronde gereden, door de Honda's van Luigi Taveri en Jim Redman en in de 50cc-race werd hij tweede achter de Kreidler van Hans Georg Anscheidt. In de GP van Frankrijk viel hij in de 125cc-race uit, maar hij won de 50cc-race. Hetzelfde gebeurde in de TT van Man. In de TT van Assen werd hij slechts vijfde in de 125cc-race en viel hij in de 50cc-race uit. Omdat Anscheidt slechts vierde werd bleef de schade beperkt: Anderson bleef ruim aan de leiding van de WK-stand 50 cc. De 50cc-race van de GP van België kende een close-finish: Ralph Bryans (Honda) won met 0,3 seconde voorsprong op Anscheidt en 0,5 seconde voorsprong op Anderson. In de 125cc-race van de GP van Duitsland reed Anderson de snelste ronde, maar hij viel en raakte geblesseerd, waardoor hij niet in de 50cc-race kon starten. Anscheidt werd slechts vierde, waardoor hij nog steeds een grote achterstand in de WK-stand behield. Anderson werd nu echter bedreigd door Ralph Bryans, die hem tot vier punten naderde. In de GP van de DDR was Anderson niet alleen fit, maar ook sterk genoeg om de 125cc-race te winnen. Hij won ook de 125cc-Ulster Grand Prix, zelfs met en ruime voorsprong op Taveri en Bryans. In de 125cc-race van de GP van Finland viel hij uit, maar hij won de 50cc-race. Omdat Bryans uitviel was Anderson zeker van de 50cc-wereldtitel, maar Luigi Taveri was wereldkampioen 125 cc. In de 125cc-GP des Nations werd hij tweede achter Taveri en Ernst Degner, eindelijk hersteld van zijn brandwonden, werd derde. Anderson sloot de 125cc-klasse af als derde in de eindstand. 

### 1965, vierde wereldtitel
Voor het seizoen 1965 ontwikkelde Suzuki nu ook een 50cc-tweecilinder, de RK 65, die nu 14,5 pk leverde, iets minder dan de nieuwe Honda RC 114. Na de slechte prestaties van de RT 64 A, vooral in de eerste helft van het seizoen 1964, was Suzuki begonnen aan de ontwikkeling van een 125cc-viercilinder, de RS 64/RS 65, maar die was niet op tijd klaar voor het seizoen 1965. Er werd zelfs gewerkt aan een 125cc-V3 (de Suzuki RJ 66), maar uiteindelijk kwam men aan de start met de eevoudige tweecilinder RT 65, die één pk sterker was geworden. Honda trad echter ook aan met de 2RC 146 uit 1964. Yamaha had ook een snelle 125cc-racer ontwikkeld, de RA 97, maar opmerkelijk genoeg trok men die machine na twee overwinningen terug. Voor Anderson liep het in de 125cc-klasse heel goed. Hij won de Amerikaanse Grand Prix weer in afwezigheid van Honda, maar wel met slechts 0,2 seconde voorsprong op Degner en 0,6 seconde op Frank Perris. Toen Honda in de GP van Duitsland verscheen vielen Taveri en Bryans uit en Anderson won opnieuw. In de GP van Spanje en de GP van Frankrijk vielen de Honda's weer uit en won Anderson. In de Lightweight 125 TT werd Anderson slechts vijfde. Het was de eerste keer dat de Yamaha RA 97 verscheen, waarmee Phil Read won en Mike Duff derde werd. Anderson's naaste belager in het WK Frank Perris viel echter uit, waardoor Anderson in de WK-stand zelfs nog iets uitliep. Ook zijn derde plaats in de TT van Assen betekende een nog grotere voorsprong. Hier won Mike Duff. In de GP van de DDR verscheen Anderson niet. Perris won, maar had nog steeds tien punten achterstand in het WK. In de GP van Tsjecho-Slowakije reed Anderson de snelste ronde, maar viel hij uit. Perris won en naderde hem in de WK-stand tot twee punten. In de Ulster Grand Prix vielen zowel Anderson als Perris uit. In de Finse Grand Prix vochten Perris (die nog steeds kans op de wereldtitel had) en Anderson tot aan de streep. Anderson won met 0,4 seconde voorsprong. Hugh Anderson won de GP des Nations met een ronde voorsprong op Frank Perris en was daardoor voor de vierde keer wereldkampioen. Toch wilde hij de GP van Japan ook graag winnen. De Suzuka International Racing Course was eigendom van Honda en het bracht daar de nieuwe 125cc-vijfcilinder Honda RC 148 aan de start. Daarmee leidde Luigi Taveri aanvankelijk, maar hij verloor snelheid toen zijn machine op vier cilinders ging lopen en daardoor won Anderson ook hier.
Ook in de 50cc-klasse ging het goed, maar Anderson miste de titel door een val in de laatste race. Anderson werd achter Ernst Degner tweede in de Verenigde Staten, waar Honda niet deelnam. In Duitsland werd hij achter de Honda-coureurs Ralph Bryans en Luigi Taveri derde. Hij won de Spaanse Grand Prix, maar werd in Frankrijk slechts zesde. In de 50 cc TT werd hij achter Taveri tweede, maar hij stond wel aan de leiding van het WK. In Assen won Bryans, die nu op gelijke hoogte kwam met Anderson. In België werd Bryans vijfde en Anderson tweede, maar Anderson liep in punten niet uit vanwege de streepresultaten. Van zijn 37 punten moest hij er vijf wegstrepen. Bryans had ook 32 punten.
Zo stonden Hugh Anderson en Ralph Bryans zestien weken lang samen aan de leiding van het wereldkampioenschap, want de Japanse Grand Prix vond pas op 24 oktober plaats.
In de 50cc-klasse had Hugh Anderson 37 punten, maar hij moest er daarvan vijf wegstrepen (4 van de Duitse GP en 1 van de Franse GP). Als hij eerste of tweede zou worden, moest hij nog zes punten aftrekken (in het voorbeeld de punten van de GP van de USA). Hij kon maximaal 34 punten scoren. Ralph Bryans moest alleen punten aftrekken als hij in Japan als vijfde of hoger zou eindigen. Dan verdwenen de twee punten van de Belgische GP. Hij kon maximaal op 36 punten komen, maar daarvoor was de derde plaats al voldoende.
| \| 50 cc \| Punten \| USA \| DUI \| SPA \| FRA \| MAN \| NED \| BEL \| \| -------- \| ------- \| --- \| --- \| --- \| --- \| --- \| --- \| --- \| \| Anderson \| 32 (37) \| 6 \| 4 \| 8 \| 1 \| 6 \| 6 \| 6 \| \| Bryans \| 32 \| 0 \| 8 \| 6 \| 8 \| 0 \| 8 \| 2 \| | Rood = streepresutaat Geel = extra streepresultaat na de GP |     |     |     |     |     |     |     |
| 50 cc | Punten                                                      | USA | DUI | SPA | FRA | MAN | NED | BEL |
| Anderson | 32 (37)                                                     | 6   | 4   | 8   | 1   | 6   | 6   | 6   |
| Bryans | 32                                                          | 0   | 8   | 6   | 8   | 0   | 8   | 2   |

Toen Hugh Anderson aan de leiding ging en ook veel sneller bleek dan de Honda-coureurs, leken de kansen van Ralph Bryans op de wereldtitel te verdampen. Maar in de laatste van veertien ronden nam Anderson te veel risico en hij ging onderuit. Op dat moment was Bryans wereldkampioen. Bryans werd op de finish verslagen door teamgenoot Luigi Taveri met slechts 0,1 seconde verschil. Hugh Anderson werd door de overwinning van Taveri zelfs nog teruggedrongen naar de derde plaats in de eindstand van het wereldkampioenschap. Taveri had evenveel punten, maar twee overwinningen op zijn conto, Anderson slechts een.

### 1966
In het seizoen 1966 ging Suzuki door met de ontwikkeling van de 125cc-driecilinder RJ 66, maar het hele seizoen gebruikten de coureurs de tweecilinder, die inmiddels RT 66 heette en ook iets meer vermogen leverde, maar die niet meer kon concurreren met de vijfcilinder Honda RC 149, de tweecilinder Yamaha RA 97 en de later in het seizoen gebruikte viercilinder Yamaha RA 31. De 50cc-Suzuki RK 66 was vrijwel identiek aan zijn voorganger, maar ook iets sterker en sneller dan de Honda RC 116. Omdat Kreidler haar fabrieksteam had opgeheven, contracteerde Suzuki Hans Georg Anscheidt als eerste rijder voor de 50cc-klasse. In de 125cc-Grand Prix van Spanje vielen alle Suzuki's uit, maar in de 50cc-race werd Anscheidt tweede en Anderson vierde. In de 50cc-GP van Duitsland won Anscheidt en werd Anderson derde. In de TT van Assen werd Anderson in de 125cc-race vierde en in de 125cc-race derde. Toen was het inmiddels duidelijk dat er in de 125cc-klasse geen eer te behalen viel: de strijd in het wereldkampioenschap ging tussen Luigi Taveri (Honda) en Bill Ivy (Yamaha). In de 125cc-GP van Slowakije werd Anderson derde, in de 125cc-GP van Finland vierde en in de 125cc-Ulster Grand Prix vijfde. Hij was daarmee nog steeds de beste Suzuki-rijder, maar Taveri was al wereldkampioen en Anderson stond slechts op de zesde plaats. Hij werd derde in de Lightweight 125 cc TT én in de 50 cc TT. In de 50cc-GP des Nations werd hij vierde, maar Anscheidt won daar waardoor hij dicht bij Taveri en Bryans in de WK-stand kwam te staan. Anscheidt kon nog wereldkampioen worden, vooral omdat Honda weigerde om of de Fuji Speedway in Japan te rijden. Daarvoor moest hij tweede worden. Dat lukte wel, maar Anderson ontnam hem bijna de wereldtitel: hij finishte slechts 0,1 seconde achter Anscheidt, die inderdaad tweede werd omdat teamgenoot Yoshimi Katayama de race won. 

## Ontwikkeling van de crossmotoren
Al in 1962 vroeg Suzuki aan Hugh Anderson of hij wilde helpen met de ontwikkeling van de crossmotoren. Men stuurde zelfs een 250cc-tweecilinder naar Nieuw-Zeeland zodat Anderson de machine in de winter van 1962-1963 kon testen. De ontwikkeling verliep aanvankelijk traag: de Japanse coureurs die naar Europe werden gestuurd om GP's te rijden kregen veel technische problemen en werden op ronden achterstand gereden. Toen Anderson in 1967 stopte met racen kon hij zich meer met de crossers gaan bemoeien en ging hij ook zelf crossen. Vooral de frames gaven nog veel problemen. Hij kampte ook met een versleten knie en halverwege het seizoen stopte hij. Hij vroeg Olle Pettersson om het Suzuki-crossteam te versterken. Pettersson raakte in 1968 lang geblesseerd, maar in 1969 eindigde hij als derde in het 250cc-kampioenschap. In 1970 kwam het eerste grote succes toen Joël Robert en Sylvain Geboers eerste en tweede werden en Roger de Coster werd in 1971 wereldkampioen 500 cc.

## Einde carrière
Hugh Anderson begon niet meer aan het seizoen 1967. In plaats daarvan stelde hij voor Stuart Graham in het team op te nemen. Anderson pakte echter zijn oude liefde voor de terreinsport weer op. Hij hielp Suzuki bij de ontwikkeling van haar succesvolle crossmotoren, eindigde meer dan veertig keer in de top van Europese motorcrosses en werd negentien kampioen van Nieuw-Zeeland in verschillende terreinsporten tot hij in 1973 op 37-jarige leeftijd stopte. In 1975 organiseerde hij de eerste classic race ter wereld. In 1979 richtte hij het New Zealand Classic Motorcycle Racing Register (MZCMRR) op, dat klassieke races in Nieuw-Zeeland organiseert. In 1985 keerde hij zelfs terug naar Europa, toen de classic races daar ook populair begonnen te worden. In 1988 won op een door Roger Titchmarsh geprepareerde Seeley-Weslake de Bob McIntyre Memorial Trophy op Knock Hill en in 1990 de Mike Hailwood Memorial Trophy op Brands Hatch met een Seeley G50. In 1999 werd hij op een oude Norton 30M tweede in het 500cc-kampioenschap van Australië, waarbij hij de zestien jaar jongere Barry Sheene versloeg. In januari 2008, 72 jaar oud, versloeg hij de Australisch kampioen twee keer op de Pukekohe Park Raceway. Hij beëindigde zijn carrière toen hij tijdens een training werd aangereden en drie ribben brak.

## Being there
In 2014 publiceerde Hugh Anderson zijn biografie, getiteld "Being There". Dat verwees naar de wens die hij als tienjarige al had om "there" te komen. Dat was de TT van Man.

## Blessures
Hoewel Hugh Anderson tijdens zijn wegracecarrière nauwelijks wedstrijden miste door blessures, waren die er wel degelijk. Hij brak zijn armen, benen, handen. ribben, rug, schouders en voeten, liep diverse hersenschuddingen op en zelfs een schedelbreuk. Zijn Nederlandse vrouw Janny kreeg tot twee keer toe te horen dat hij dood was. Anderson had Janny ook ontmoet als verpleegster toen hij in het ziekenhuis lag. Anderson startte in de Grand Prix van Tsjecho-Slowakije (waarschijnlijk die van 1965) nadat hij bij het motorcrossen een been gebroken had. Hij liet het gipsverband wegzagen en monteerde een verstevigingsplaat in zijn racelaars. Nadat hij tijdens de race hard viel, vonden de artsen dat hij er goed vanaf gekomen was met alleen een gebroken been, maar ze keken vreemd op doen hij vertelde dat dat been al eerder gebroken was.

## Wereldkampioenschap wegrace resultaten
(Races in cursief geven de snelste ronde aan, punten (tussen haakjes) zijn inclusief streepresultaten)
| Jaar | Klasse | Team   | Motorfiets | 1       | 2       | 3       | 4       | 5       | 6       | 7       | 8       | 9       | 10      | 11    | 12      | 13      | Punten  | Plaats | Overwinningen | Wereldkampioen                                   |
| ---- | ------ | ------ | ---------- | ------- | ------- | ------- | ------- | ------- | ------- | ------- | ------- | ------- | ------- | ----- | ------- | ------- | ------- | ------ | ------------- | ------------------------------------------------ |
| 1960 | 350 cc | Privé  | AJS 7R     | FRA -   | IOM DNF | NED -   |         |         | ULS 3   | NAT 6   |         |         |         |       |         |         | 5       | 7e     | 0             | John Surtees, MV Agusta 350 4C                   |
| 1960 | 500 cc | Privé  | Norton 30M | FRA 7   | IOM DNF | NED -   | BEL -   | DUI -   | ULS DNF | NAT 7   |         |         |         |       |         |         | 0       | -      | 0             | John Surtees, MV Agusta 350 4C                   |
| 1961 | 250 cc | Suzuki | RV 61      | SPA -   | DUI -   | FRA -   | IOM 10  | NED DNS | BEL DNS | DDR -   | ULS -   | NAT -   | ZWE -   | ARG - |         |         | 0       | -      | 0             | Mike Hailwood, Mondial 250 Bialbero/Honda RC 162 |
| 1961 | 350 cc | Privé  | AJS 7R     |         | DUI -   |         | IOM 7   | NED DNS |         | DDR DNS | ULS DNF | NAT 6   | ZWE -   |       |         |         | 1       | 19e    | 0             | Gary Hocking, MV Agusta 350 4C/MV Privat 350 4C  |
| 1961 | 500 cc | Privé  | Norton 30M |         | DUI -   | FRA -   | IOM DNF | NED DNS | BEL DNS | DDR DNS | ULS DNF | NAT DNF | ZWE -   | ARG - |         |         | 0       | -      | 0             | Gary Hocking, MV Agusta 500 4C/MV Privat 500 4C  |
| 1962 | 50 cc  | Suzuki | RM 62      | SPA -   | FRA -   | IOM -   | NED -   | BEL -   | DUI -   |         | DDR 3   | NAT 4   | FIN 6   | ARG 1 |         |         | 16      | 7e     | 1             | Ernst Degner, Suzuki RM 62                       |
| 1962 | 125 cc | Suzuki | RT 62      | SPA DNF | FRA -   | IOM DNF | NED DNS | BEL DNS | DUI 6   | ULS 5   | DDR -   | NAT 8   | FIN -   | ARG 1 |         |         | 11      | 7e     | 1             | Luigi Taveri, Honda RC 145                       |
| 1962 | 250 cc | Suzuki | RV 62      | SPA DNF | FRA -   | IOM -   | NED DNS | BEL DNS | DUI -   | ULS -   | DDR -   | NAT -   |         | ARG - |         |         | 0       | -      | 0             | Jim Redman, Honda RC 163                         |
| 1962 | 350 cc | Privé  | AJS 7R     |         |         | IOM 6   | NED DNS |         |         | ULS -   | DDR -   | NAT -   | FIN -   |       |         |         | 1       | 14e    | 0             | Jim Redman, Honda RC 170/RC 171                  |
| 1962 | 500 cc | Privé  | Norton 30M |         |         | IOM DNF | NED -   | BEL DNS |         | ULS DNF | DDR -   | NAT -   | FIN -   | ARG - |         |         | 0       | -      | 0             | Mike Hailwood, MV Agusta 500 4C                  |
| 1963 | 50 cc  | Suzuki | RM 63      | SPA 2   | DUI 1   | FRA DNF | IOM 2   | NED 2   | BEL 4   |         |         | FIN 3   |         | ARG 1 | JAP 2   |         | 34 (47) | 1e     | 2             | Hugh Anderson, Suzuki RM 63                      |
| 1963 | 125 cc | Suzuki | RT 63      | SPA DNF | DUI 2   | FRA 1   | IOM 1   | NED 1   | BEL 2   | ULS 1   | DDR 1   | FIN 1   | NAT -   | ARG - | JAP 5   |         | 54 (62) | 1e     | 6             | Hugh Anderson, Suzuki RT 63                      |
| 1963 | 250 cc | Suzuki | RZ 64      | SPA -   | DUI -   | FRA -   | IOM -   | NED -   | BEL -   | ULS -   | DDR -   | FIN -   | NAT -   | ARG - | JAP 10  |         | 0       | -      | 0             | Jim Redman, Honda RC 163                         |
| 1964 | 50 cc  | Suzuki | RM 64      | VST 1   | SPA 2   | FRA 1   | IOM 1   | NED DNF | BEL 3   | DUI DNS |         |         | FIN 1   |       |         |         | 38 (42) | 1e     | 4             | Hugh Anderson, Suzuki RM 64                      |
| 1964 | 125 cc | Suzuki | RT 64 A    | VST 1   | SPA 5   | FRA DNF | IOM DNF | NED 5   |         | DUI DNF | DDR 1   | ULS 1   | FIN DNF | NAT 2 | JAP DNF |         | 34      | 3e     | 3             | Luigi Taveri, Honda 2RC 146                      |
| 1964 | 250 cc | Suzuki | RZ 64      | VST -   | SPA 5   | FRA DNF | IOM -   | NED -   | BEL -   | DUI -   | DDR -   | ULS -   |         | NAT - | JAP -   |         | 2       | 20e    | 0             | Phil Read, Yamaha RD 56                          |
| 1965 | 50 cc  | Suzuki | RK 65      | VST 2   | DUI 3   | SPA 1   | FRA 6   | IOM 2   | NED 2   | BEL 2   |         |         |         |       |         | JAP DNF | 32 (37) | 3e     | 1             | Ralph Bryans, Honda RC 114\RC 115                |
| 1965 | 125 cc | Suzuki | RT 65      | VST 1   | DUI 1   | SPA 1   | FRA 1   | IOM 5   | NED 3   |         | DDR -   | TSL DNF | ULS DNF | FIN 1 | NAT 1   | JAP 1   | 56 (62) | 1e     | 7             | Hugh Anderson, Suzuki RT 65                      |
| 1966 | 50 cc  | Suzuki | RK 66      | SPA 4   | DUI 3   |         | NED 3   |         |         |         |         |         | IOM 3   | NAT 4 | JAP 3   |         | 16 (22) | 4e     | 0             | Hans Georg Anscheidt, Suzuki RK 66               |
| 1966 | 125 cc | Suzuki | RT 66      | SPA DNF | DUI -   |         | NED 4   |         | DDR -   | TSL 4   | FIN 4   | ULS 5   | IOM 3   | NAT - | JAP -   |         | 15      | 5e     | 0             | Luigi Taveri, Honda RC 149                       |

## Trivia

### Continental Circus
De eerste kennismaking van Hugh Anderson met het Continental Circus in 1960, toen hij onder de inschrijving van landgenoot Shaun Robinson in de Franse GP startte, was typerend voor de groep. Vooral het groepje Australiërs, Nieuw-Zeelanders, Rhodesiërs en Zuid-Afrikanen haalde wel vaker dergelijke "streken" uit. De groep was bijzonder hecht en iedereen moest er rekening mee houden dat de start- en prijzengelden opwogen tegen de reis-, brandstof en reparatiekosten. Daarom startte men ook niet altijd in GP's, waar de grote fabrieksteams het prijzengeld opslokten, maar in meer lucratieve internationale wedstrijden. De wedstrijden werden soms opzettelijk spannend gemaakt. Coureurs die regelmatig (schijn)gevechten om de overwinning leverden, waren bij organisatoren gewild en kregen hogere startgelden. Om de prijzengelden eerlijk te verdelen won er steeds iemand anders van de groep. 

### Voor het eerst op een 50cc-racer
Hugh Anderson kreeg na de Duitse Grand Prix van 1962 in Amsterdam de voorzichtige vraag of hij misschien ook op een 50cc-Suzuki wilde rijden. De eerste wedstrijd reed hij op het terrein van het kasteel Duras in het Belgische Sint-Truiden, waar een 800 meter lang circuitje was aangelegd en waar een wedstrijd werd georganiseerd door de Belgische Suzuki-importeur Jacques Ickx. Op 29 juli moest er een 50cc-race gehouden worden, waar Hugh Anderson en Mitsuo Itoh aan deelnamen, maar die door Jacques zoon Jacky gewonnen zou moeten worden. Zo gebeurde het ook. Jacky Ickx won de race, maar Hugh Anderson had toch wat gewenningskilometers op de Suzuki RM 62 kunnen maken. 